# 北川悠仁
北川悠仁（1977年1月14日—），出身於日本神奈川縣橫濱市磯子區岡村，是日本的二人樂隊柚子的隊長。
妻子高島彩是日本著名女主播。

## 演出作品

### 電視劇
- 《Innocent Love》（2008年10月 - 12月、富士）-长崎殉也